# 潮阳西园
潮阳西园，位于广东省汕头市潮阳区西环路东侧。为清光绪宣统年间潮阳首富萧钦的私家园林，集“奇、巧、趣、新”于一身，是潮阳三园林之一，也是广东省少数中西合璧的近代园林。

## 历史
光绪二十四年（1898年），由萧钦出资萧眉仙设计的西园开始动工建设，直到宣统元年（1909年）西园才竣工完成。其间虽遭受多次强烈台风（如1969年台风维奥娜）、1918年南澳大地震，以及文革期间的人为破坏，但至今仍基本保存完好。

## 布局

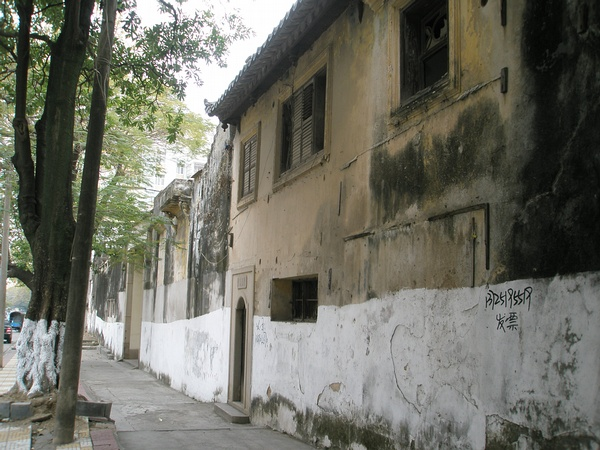
西园外观

西园占地面积1330平方米，建筑面积900平方米左右。布局呈不规则梯形，西面为长形，且向临街开门三间。结构上采用中庭“左宅右园”，这点上与传统园林布局有很大不同。其中中庭面积占了全园的三分之一。原本中庭的后面为一个曲池，不过曲池现已填平。在池端有个呈扁六角重檐的井亭，与大门形成了整个园林的中轴线。井亭有曲桥通往右园，有阴廊接去左宅。住宅坐北朝南，为潮汕民居的五间加边房结构，并吸收西式建筑的风格。如内部没天井，取而代之的是内廊洋楼。主园，又称“房山山房”，在最南面的三角区域，由休闲房舍、客厅、书斋，还有假山、水池几部分所组成。

## 假山
假山部分是整个园林的最大亮点，仅建造假山就耗费38万两白银。假山坐东南朝西北，大概20米长，10米左右高。假山的材料主要是选用潮阳西胪镇桑田乡一带的海石构筑，再用水泥与铁条构筑成型，中间零散置放有英石和湖石。山中有洞穴、以及水晶宫，山外有路桥相接。假山共有两个入口，一个在左侧小径，另一个入口在书斋二楼。 

## 墨迹
西园建成后，当时的林伯虔、夏同龢、林佐熙、丘逢甲等人先后去过西园题咏。园内有各大名家亲笔手书的题刻共有二十多处。如西园门额两个字“西园”就为夏同龢所书写，园中的“蕉榻”、“小广寒”也是其所题写。而林伯虔则题写有“耸翠”两字。